# Char à voile
Pour les articles homonymes, voir Char (homonymie).

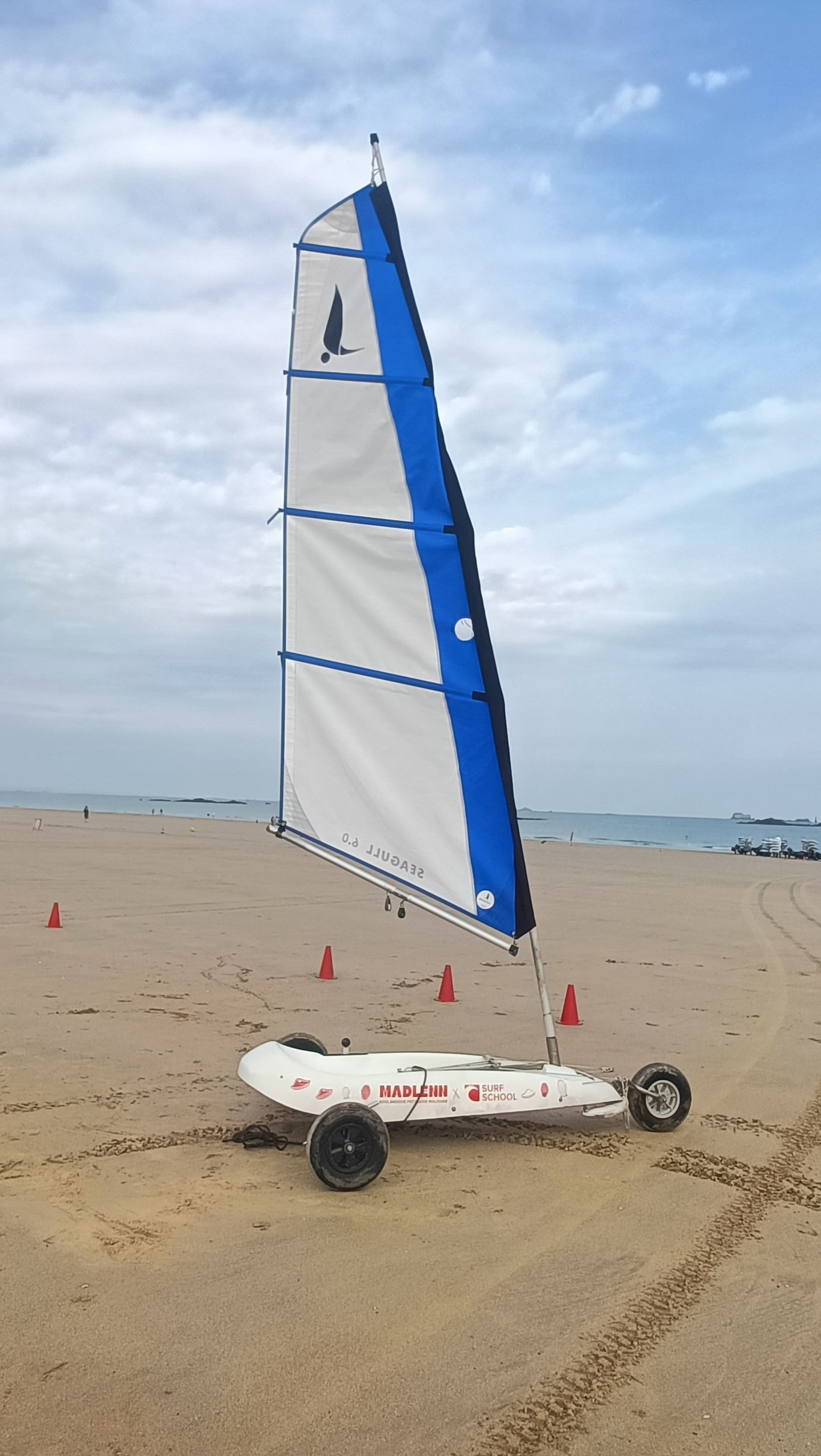
Char à voile à Saint-Malo.

Un char à voile est un véhicule à roues propulsé par une voile. Par métonymie, ce terme désigne aussi le sport et l'activité vélique de loisir qui consiste à conduire cet engin. Il est pratiqué sur les grandes plages de sable et quelquefois dans les terres.

## Historique

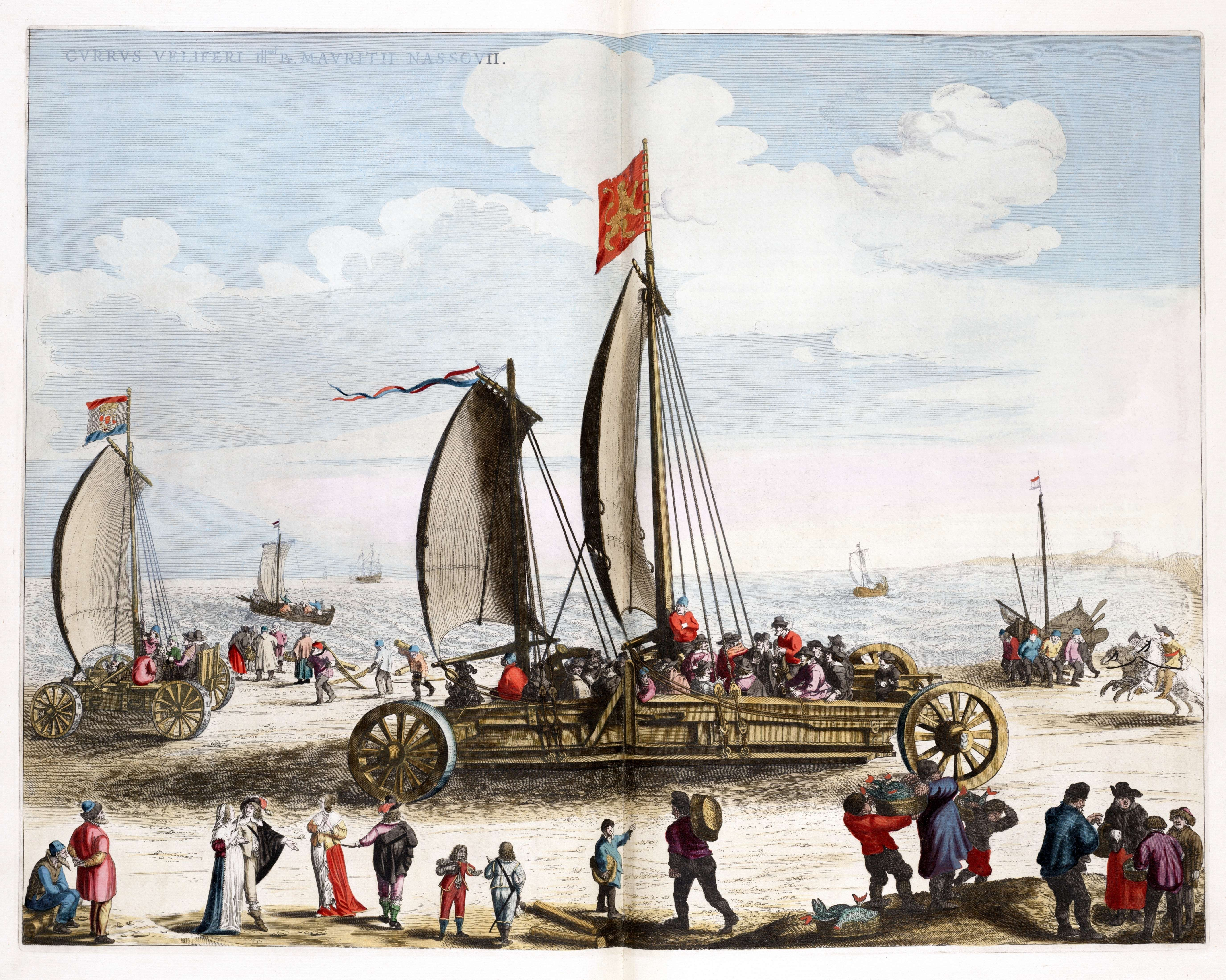
Le char à voile de Simon Stevin, au début du XVIIe siècle.

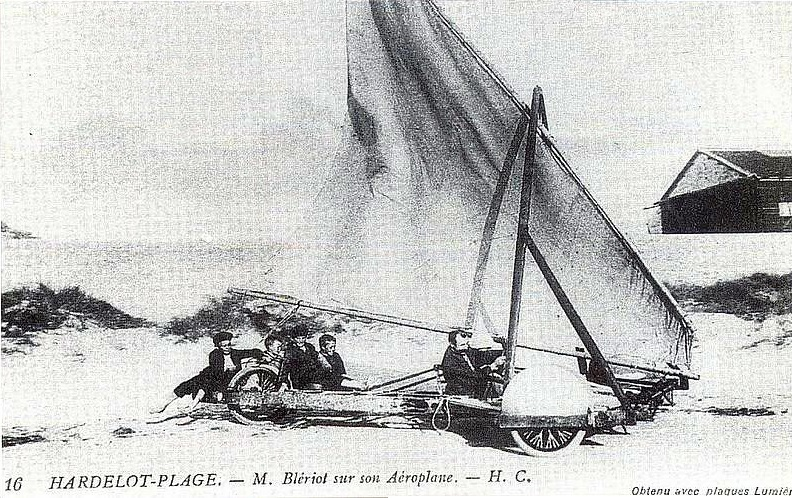
L'aviateur Louis Blériot sur son aéroplage, ancêtre du char a voile, Hardelot-Plage.

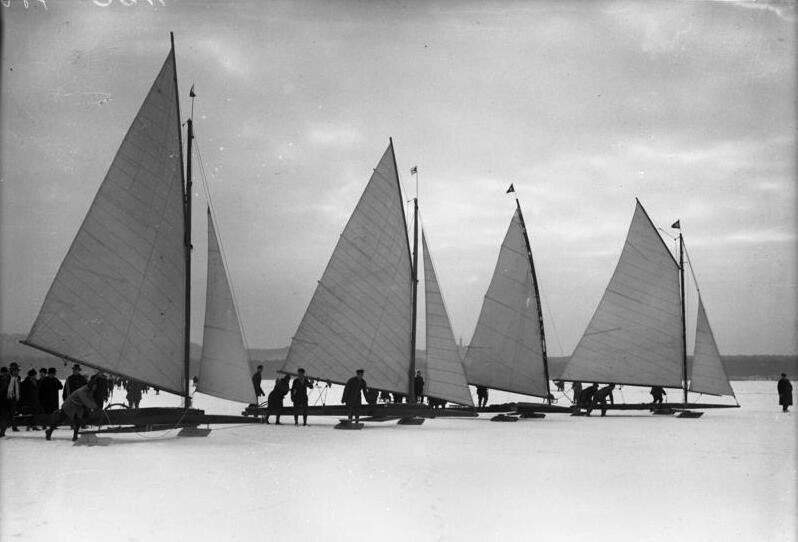
Il existe un équivalent du char à voile qui se pratique sur les lacs ou cours d'eau gelés (ici en Allemagne, sur le Müggelsee gelé, en 1928).

La première utilisation connue du char à voile est attestée en Égypte antique, où il est apparemment construit pour transporter des matériaux et se déplacer rapidement. Les Chinois ont des chariots poussés par le vent depuis le VIe siècle sous la dynastie Liang, puis ont monté des mâts et des voiles sur de grandes brouettes. L'ingénieur Simon Stevin réinvente le concept en Hollande à la fin du XVIe siècle en construisant un navire sur roue qui transporta vingt-huit personnes sur 75 km à une vitesse moyenne de 37 km/h entre Schéveningue et Petten sur les plages de la mer du Nord. Cette invention est ensuite utilisée à des fins utilitaires de transport de matériaux et pour se déplacer rapidement. La pratique ludique remonte à 1898. On la doit aux frères Benjamin et François Dumont (fils de l'architecte Albert Dumont, urbaniste de La Panne), en Belgique, à Coxyde, qui fabriquent les premiers chars à voile destinés spécifiquement à une utilisation ludique et sportive. Dès 1905, le char à voile sort des frontières de la Belgique et s'invite sur les plages du Nord de la France, Hardelot-Plage, Paris-Plage, Berck. La première compétition officielle se déroule en Belgique en 1909 à La Panne. Louis Blériot qui possède une villa à Hardelot, s’intéresse à cet engin et construit son propre modèle, il atteint par grand vent la vitesse de 100 km/h. Devant l'engouement suscité par son engin, il le fait fabriquer en série dans ses usines et le nomme « aéroplage ». La Première Guerre mondiale voit l’arrêt brutal, presque fatal de la pratique de l’aéroplage. Il faut attendre la fin de la deuxième guerre mondiale pour que l’on ressorte les vieux engins et qu’on les remette au goût du jour. Ainsi, entre 1947 et 1950 avec Henri Demoury, meunier à Fère-en-Tardenois, le char à voile connaît une évolution importante lui faisant prendre un tour plus compétitif (toujours sous le nom d'aéroplage…),.
Traversée du désert en char à voile : la première traversée du désert organisée par le colonel du Boucher (Mauritanie/Sénégal) a lieu en 1967, Monique Gimel Debreucq, championne d’Europe classe 1 en 1967 a été la seule femme de l'expédition ; à la suite de ce raid, Monique est sollicitée par l'Organisme de coopération industrielle (OCI) pour un projet d’implantation touristique hôtelière où le char à voile aurait été la distraction des touristes, ainsi au cours d'une de ses missions l'amenant vers El Goléa, Monique a eu l'idée d'organiser une seconde aventure en char à voile dans le désert : une compétition sur 500 km nommée « la croisière des oasis ». Elle en fait la reconnaissance terrain et la course a lieu à Pâques 1969 avec douze chars à voile identiques réalisés pour l’occasion par le constructeur Henri Demoury du Touquet-Paris-Plage. Cette même année Monique Gimel est à nouveau championne d'Europe en classe 1 à Cherrueix en baie du Mont-Saint-Michel, la transmission télévisuelle en direct est alors animée par Michel Drucker.
Christian Nau fait partie de l’équipée ; il a également réalisé une traversée en solitaire de Zouerate à Dakar en char à voile (de taille classe 2) en 1972.
Les premiers clubs apparaissent sur les plages du Nord de la France dans les années 1950. La Fédération française de char à voile apparait en 1964. Elle reconnaît en 1979 une discipline proche, le speed sail. Chaque année une rencontre internationale se déroule dans chacune des régions près de la mer ou autres emplacements convenables pour faire du mini-char à voile.

## Description

### Structure

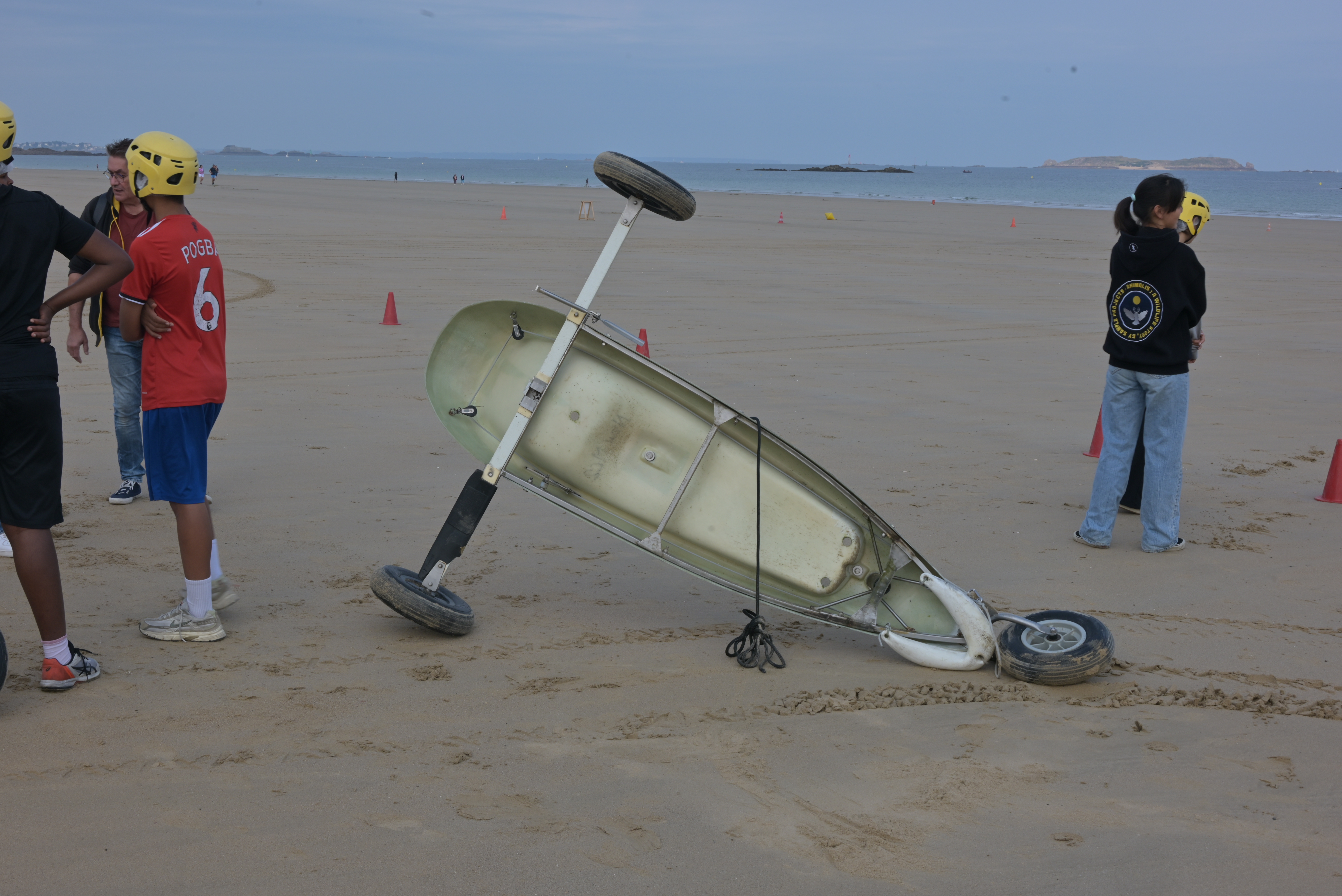
Char à voile à Saint-Malo (dessous).

Le char à voile se compose de deux éléments :
- le châssis, composé d'une coque où l'on s'installe (assis ou allongé), d'un palonnier pour faire pivoter la roue avant avec les pieds, de deux roues arrière avec essieux, d'une roue avant ;
- le gréement, composé d'un mât qui se pose sur l'avant du châssis, une voile composée de lattes en résine et fibre de verre pour maintenir la voile horizontalement, d'une écoute (un cordage épais qui permet d'orienter la voile) et d'une bôme en métal pour faire la liaison entre l'écoute et la voile.

### Fonctionnement
Le vent ne fait pas que pousser la voile. Le vent passe des deux côtés de la voile, pour pousser d'un côté (intrados) et aspirer de l'autre (extrados). L'aspiration est deux fois plus importante que la pression. Ceci met en évidence l'importance de l'orientation de la voile par rapport au vent.
Un angle trop important entre la voile et le vent engendre un décrochage des filets d'air. La succion sur l'extrados est alors quasi inexistante, la poussée vélique est beaucoup plus faible, le char roule lentement ou s'arrête.
L'angle idéal permet aux filets d'air de coller à la voile des deux côtés (couche limite accrochée à la voile), générant ainsi une force de pression plus une force de succion.
Deux repères visuels sont utilisables :
- une girouette qui permet d'estimer l'angle qu'elle forme avec la voile ;
- des pennons placés de chaque côté de la voile sur une surface transparente :
  - pennon vertical = couche limite décrochée (pas ou peu de poussée vélique) ;
  - pennon horizontal = écoulement accroché (bon réglage, poussée vélique maximale).

Pour maintenir une propulsion maximale, il faut que la poussée vélique soit la plus forte possible, l'écoulement doit être accroché à la voile (pennons horizontaux) aussi bien sur l'extrados que sur l'intrados. Le réglage de voile est donc primordial (voir les articles Effort sur une voile et Théorie du déplacement d'un mobile à voile contre le vent pour des approches théoriques tant de la poussée vélique maximale que de la composante propulsive maximale).

### Manœuvres et règles de sécurité
Le char à voile permet d'atteindre des vitesses élevées. Le port d'un casque est de ce fait recommandé, surtout pour les débutants car le char pourrait être emporté par le vent et l'on peut se blesser.
Il existe des règles de croisement et d'évitement :
- lorsque les chars à voile sont face à face, il faut se déporter vers la droite chacun de son côté ;
- un char à voile qui arrive de la droite est toujours prioritaire, il faut ralentir pour le laisser passer ou changer de direction ;
- lors d'un dépassement, le char dépassé ne doit pas être gêné. Par contre le char qui dépasse doit gérer le dépassement.

## Pratique

### Lieux

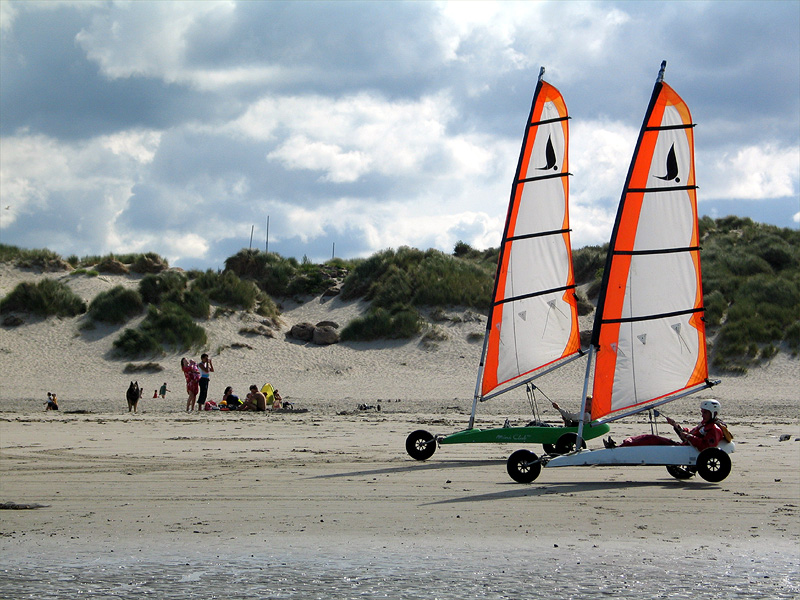
Chars à voile sur la plage de Quend, en baie de Somme.

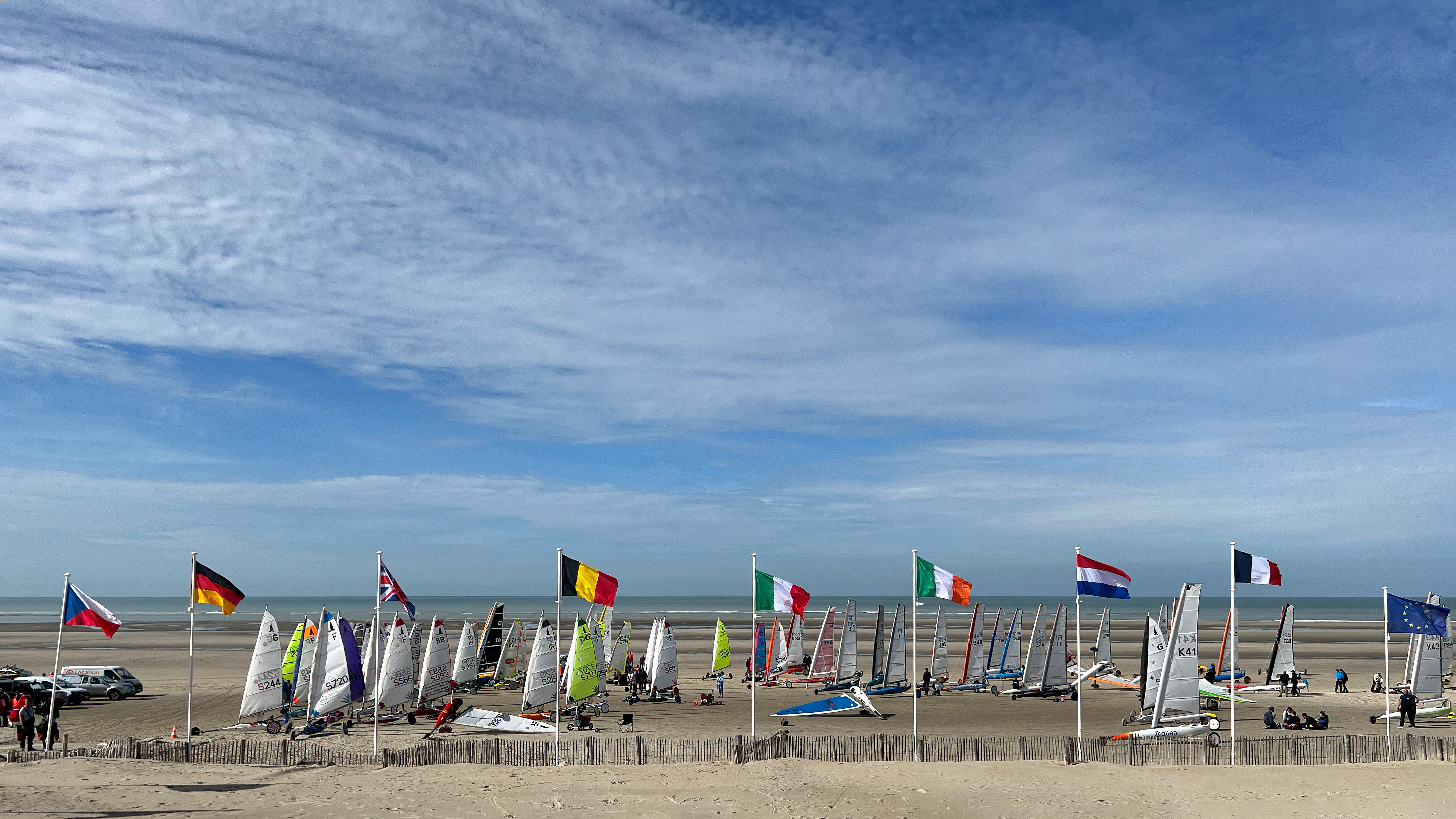
Championnat d'Europe 2022 à Sainte-Cécile.

Le char à voile se pratique dans plusieurs pays :
- en France sur les plages de la Côte d'Opale, de la côte picarde, en Normandie, en Bretagne, en Loire Atlantique ou en Vendée, en Gironde et sur quelques plages méditerranéennes
- en Belgique ;
- en Allemagne sur les plages de St. Peter Ording (Nordfriesland), et sur les îles de Juist, Borkum, Norderney et Langeoog ;
- au Royaume-Uni ;
- aux Pays-Bas ;
- aux États-Unis sur les grands lacs salés.

## Compétitions

### Les classes
Pour les compétitions, les chars à voile sont classés en fonction de leurs caractéristiques techniques.
Liste des classes et de leurs principales caractéristiques (pour plus de précisions, des liens en bas de cet article permettent d'accéder aux sites internet des fédérations sportives concernées) :
- Mini4 : largeur environ 170 cm; constitué d'un châssis tubulaire, il est utilisé pour l'initiation ou la compétition des jeunes entre 11 et 15 ans ;
- Classe 2 : largeur supérieure à 3,65 m, longueur de la coque supérieure à 4,15 m, surface propulsive comprise entre 8 et 11,3 m2 ;
- Classe 3 : largeur inférieure à 3,50 m, empattement maximum de 3,80 m, longueur maximale du mât de 6,10 m, surface propulsive maximale de 7,35 m2, poids minimum de 100 kg ;
- Classe Standart' : Monotype international, largeur inférieure à 2,64 m, longueur totale de 4,12 m, longueur du mât : 5,45 m, surface propulsive maximale de 5,80 m2, poids minimum de 75 kg ;
- Classe 5 : largeur inférieure à 2 m, empattement maximum de 2,50 m, sommet du mât à moins de 5,50 m de hauteur, surface propulsive maximale de 5,50 m2, poids minimum de 50 kg ;
- Classe Promo : largeur inférieure à 2 m, empattement maximum de 2,50 m, sommet du mât à moins de 5,50 m de hauteur, surface propulsive maximale de 5,50 m2, poids minimum de 50 kg. La différence par rapport à la classe 5 se faisant sur des détails ;
- Classe 7 : elle comprend toutes les machines se pilotant debout et sur lesquelles le gréement est tenu par le pilote ;
- Classe 8 : elle correspond à des chars à cerfs-volants. Le cerf-volant ne pouvant pas être fixé au char ;
- Classe BK : elle correspond à des chars à voile de la marque Blokart.

### Championnats du monde
Les championnats du monde sont répartis en six catégories : classes 2, 3, 5, 8, Standart et Promo.
- Brice Petit, France : champion du Monde 1998, 2002, 2014 et plusieurs fois champion d'Europe en classe 5 sport.
- Georges Ameele, Belgique : 3 fois champion du monde Classe 2 entre 1981 et 1997.
- Vivian Ellis, Angleterre : 1 fois championne du monde entre 1981 et 1986, 10 fois championne d'Europe (1978 à 1982, 1987 à 1991).
- Jean-Philippe Krischer, Belgique, résident Français et coureur Américain : champion du monde et plusieurs fois champion d'Europe entre 1984 et 1988, entre 1992 et entre 1997, en classe 5 principalement, une fois en classe 3 en 1994 une fois en classe Standart 1996, et vainqueur des championnats d'Europe 2015 en classe Mini-Yachts (fondateur de l'entreprise Chars à Voile SEAGULL).
- Christine Touati : France, championne du Monde en Classe 5 en 1987 et 4 fois championne d'Europe entre 1984 et 1988 et championne du Monde en 2014.en classe "Mini-Yacht" appelé en France "Kart à voile 5.6" nouvelle classe qui a débuté en 2012.
- Marie Clouet, France : Championne du Monde en 2012 en classe "Mini-Yacht".
- Paula Leah, Angleterre : 6 fois championne du monde entre 1994 et 1999, 5 fois championne d'Europe (1995 à 1999).
- Paul Ganier, France, catégorie Standart :
  - 1995 : champion d'Europe ;
  - 1996 : vice-champion d'Europe ;
  - 1998 : champion du monde ;
  - 2000 : médaille de bronze aux championnats du monde.
- François Garnavault, France, catégorie Standart :
  - 2006-2008 médaille de bronze au championnat du Monde ;
  - 2007 champion d'Europe ;
  - 2010 vice-champion du Monde ;
  - 2011 vice-champion d'Europe ;
  - 2012 champion du Monde.
- Thierry Kaisin, Belgique, catégorie Standart :
  - champion du monde 2014 et champion d'Europe 2015 ;
  - 2013 vice-champion d'Europe ;
  - 2014 champion du monde.
- Morgane Floc'h : vice-championne d'Europe en 2009 en promo ; en classe Standart vice-championne d'Europe 2016 et championne d'Europe 2017, championne du Monde en 2012, 2014, et 2018.
- les frères Henri et Pascal Demuysere, Belgique : champions du monde et Europe 16 fois entre 1980 et 2014, multiples champions du monde et d'Europe par équipe.
- Olivier Imbert, France, champion d'Europe 2009 et du monde 2010 en classe 3.
- Les frères Aurélien et Alban Morandière, France, respectivement en 2006, 2010, 2014 et 2018, en classe 5. (fondateurs des chars à voile de compétition AMX).
- Hugo Perron, France.

En classe 2 : champion d'Europe 2011, 2016 et du monde 2012 en individuel et en équipe, 3e au championnat d'Europe en individuel et 1er en équipe en 2022 et champion de France en 2022.
En classe 3 : 3e au championnat d'Europe en individuel et 1er en équipe en 2023.

### Records
- Vitesse :
  - En 1989, Jean-Christophe Villedieu établit le record mondial de vitesse sur l'autoroute A13 à 85,55 km/h.
  - En 1991, Bertrand Lambert bat le record à Berck (Pas-de-Calais) en atteignant 151,55 km/h. Il détient toujours le record sur sable.
  - Tadeg Normand bat le record du monde à la vitesse de 151,9 km/h, le 16 juin 2000[3].
  - Le 26 mars 2009, le Greenbird atteint la vitesse de 202,9 km/h, conduit par l'ingénieur britannique Richard Jenkins sur le lac d'Ivanpah aux États-Unis[4].
  - Le 12 décembre 2022, l'Horonuku de l'Emirates Team New Zealand bat le record à 222,4 km/h, conduit par Glenn Ashby sur le lac Gairdner, en Australie[5]. Ashby et l'engin battent à nouveau ce record le 24 février 2023 à la vitesse de 225,58 km/h, toujours sur le lac Gairdner[6].

- Distance :
  - 14 juillet 2000, Virginie Parenty, Anne-Marie Quêtu et Anita Vermeulen battent le record du monde de distance en 24h00 en classe 3 avec 1 314,75 km sur la plage de Marck, battant ainsi le record masculin détenu depuis plus de 17 ans (1 299 km)
  - 14 juillet 2000, Christophe Lefebvre, Bernard Morel et Jean-Claude Morel établissent le record du monde de distance en 24h00 en classe 2 avec 1 521,66 km sur la plage de Marck.
  - 13 septembre 2022 - 18 septembre 2022 : Le comédien Capitaine Rémi réalise en six jours un Paris - Nantes en char à voile (480 kilomètres). Du Parc des Princes (Paris) au stade de la Beaujoire (Nantes)[7].

## Pour approfondir